# Elda Magnanti
Elda Magnanti, nota anche con lo pseudonimo di E. Magnanti, Edda Magnanti, Elsa Magnanti (...), è una truccatrice e parrucchiera italiana del cinema.

## Biografia
La Magnanti ha lavorato come parrucchiera di scena con il marito Giuliano Laurenti, nei film di Totò nel reparto trucco.

## Filmografia

### Cinema
- Signorinella, regia di Mario Mattoli (1949)
- Totò cerca moglie, regia di Carlo Ludovico Bragaglia (1950)
- Figaro qua, Figaro là, regia di Carlo Ludovico Bragaglia (1950)
- Sette ore di guai, regia di Marcello Marchesi e Vittorio Metz (1951)
- Miseria e nobiltà, regia di Mario Mattoli (1954)
- Il medico dei pazzi, regia di Mario Mattoli (1954)
- Totò cerca pace, regia di Mario Mattoli (1954)
- Totò all'inferno, regia di Camillo Mastrocinque (1955)
- Destinazione Piovarolo, regia di Domenico Paolella (1955)
- Totò lascia o raddoppia?, regia di Camillo Mastrocinque (1956)
- Tempo di villeggiatura, regia di Antonio Racioppi (1956)
- Peccato di castità, regia di Gianni Franciolini (1956)
- Guendalina, regia di Alberto Lattuada (1957)
- Marisa la civetta, regia di Mauro Bolognini (1957)
- Le belle dell'aria, regia di Mario Costa e Eduardo Manzanos Brochero (1957)
- Anna di Brooklyn, regia di Carlo Lastricati (1958)
- Storie d'amore proibite (il cavaliere e la zarina) (Le secret du Chevalier d'Éon), regia di Jacqueline Audry (1959)
- Il vigile, regia di Luigi Zampa (1960)
- Una vita difficile, regia di Dino Risi (1961)
- Il monaco di Monza, regia di Sergio Corbucci (1963)
- Il boom, regia di Vittorio De Sica (1963)
- I due gladiatori, regia di Mario Caiano (1964)
- Un fiume di dollari, regia di Carlo Lizzani (1966)
- La Bibbia (The Bible: In the Beginning...), regia di John Huston (1966)
- Ti ho sposato per allegria, regia di Luciano Salce (1967)
- La cintura di castità, regia di Pasquale Festa Campanile (1967)
- La ragazza con la pistola, regia di Mario Monicelli (1968)
- Candy e il suo pazzo mondo (Candy), regia di Christian Marquand (1968)
- Uno sporco contratto (Hard Contract), regia di S. Lee Pogostin (1969)
- Sledge (A Man Called Sledge), regia di Vic Morrow (1970)
- La spina dorsale del diavolo (The Deserter), regia di Burt Kennedy (1971)
- Er più - Storia d'amore e di coltello, regia di Sergio Corbucci (1971)
- La vita, a volte, è molto dura, vero Provvidenza?, regia di Giulio Petroni (1972)
- L'emigrante, regia di Pasquale Festa Campanile (1973)
- Le cinque giornate, regia di Dario Argento (1973)
- Yuppi du, regia di Adriano Celentano (1975)
- Remo e Romolo (Storia di due figli di una lupa), regia di Mario Castellacci e Pier Francesco Pingitore (1976)
- Spogliamoci così, senza pudor..., regia di Sergio Martino (1976)
- Culastrisce nobile veneziano, regia di Flavio Mogherini (1976)
- Sono stato un agente C.I.A., regia di Romolo Guerrieri (1978)
- Ernesto, regia di Salvatore Samperi (1979)
- Tesoromio, regia di Giulio Paradisi (1979)
- Il cappotto di Astrakan, regia di Marco Vicario (1979)
- Mi faccio la barca, regia di Sergio Corbucci (1980)
- La venexiana, regia di Mauro Bolognini (1986)
- L'avaro, regia di Tonino Cervi (1989)
- Giorni felici a Clichy (Jours tranquilles à Clichy), regia di Claude Chabrol (1990)
- Jackpot, regia di Mario Orfini (1992)
- Corsari (Cutthroat Island), regia di Renny Harlin (1995)
- I vestiti nuovi dell'imperatore (The Emperor's New Clothes), regia di Alan Taylor (2001)
- L'odore del sangue, regia di Mario Martone (2004)
- Casanova, regia di Lasse Hallström (2005)
- Sanguepazzo, regia di Marco Tullio Giordana (2008)

### Televisione
- Three Coins in the Fountain, regia di Hal Kanter (1970)
- Giacobbe (Jacob), regia di Peter Hall (1994)
- Il dono di Nicholas (Nicholas' Gift), regia di Robert Markowitz (1998)
- Geremia il profeta (Jeremiah), regia di Harry Winer (1998)
- Gli amici di Gesù - Maria Maddalena, regia di Raffaele Mertes e Elisabetta Marchetti (2000)
- San Giovanni - L'apocalisse, regia di Raffaele Mertes (2002)

### Serie TV
- Marco Polo – serie TV, 6 episodi (1982-1983)
- Giuseppe (Joseph)  – Miniserie TV (1995)
- Mosè (Moses) – Miniserie TV (1995)
- Sansone e Dalila (Samson and Delilah) – Miniserie TV (1996)
- Salomone (Solomon) – Miniserie TV (1997)
- Gesù (Jesus) – Miniserie TV (1999)
- San Paolo – Miniserie TV (2000)